# 農業部茶及飲料作物改良場東部分場

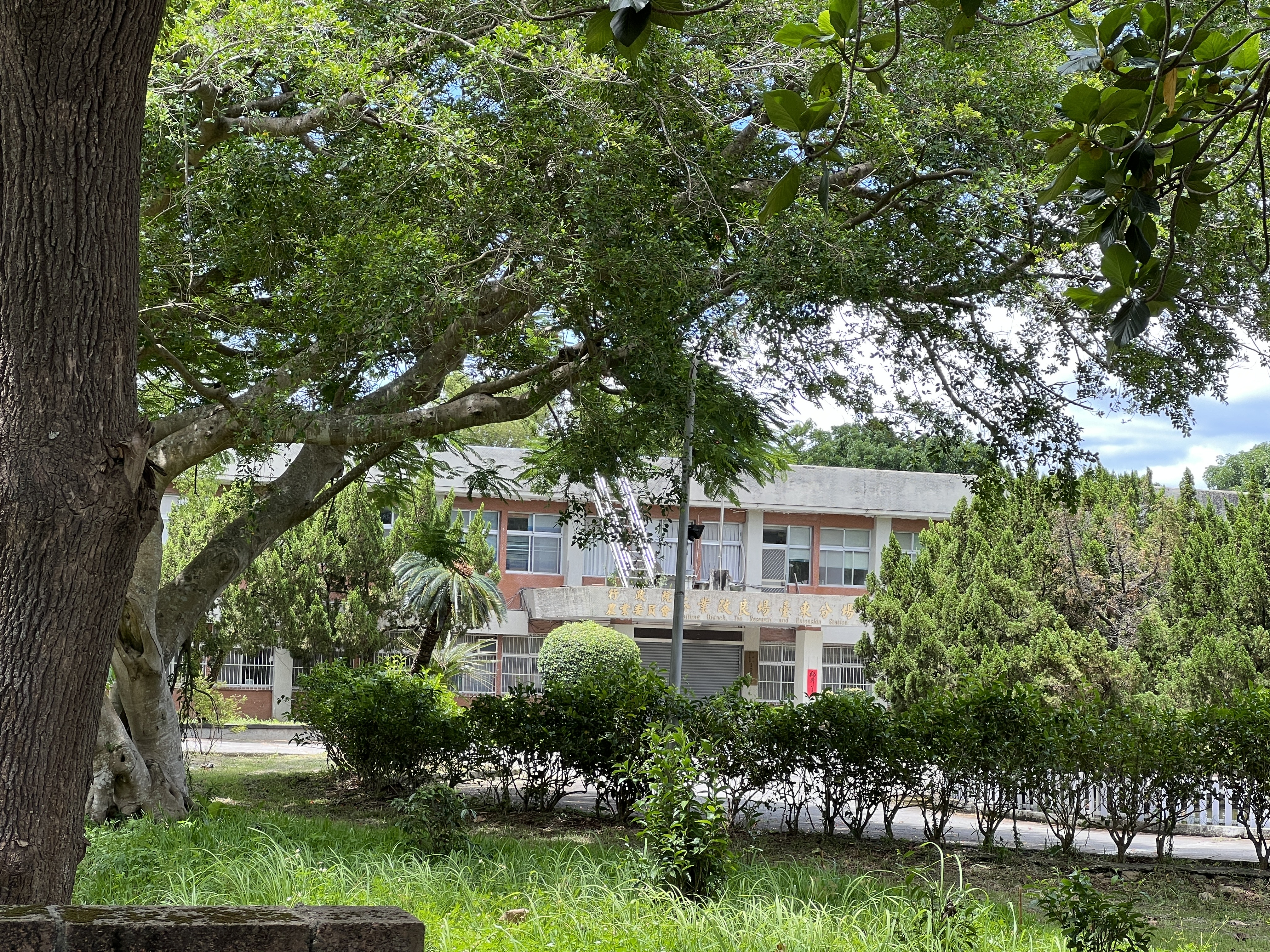
茶業改良場東部分場辦公廳舍

農業部茶及飲料作物改良場東部分場位於臺灣臺東縣鹿野鄉龍田地區，為農業部茶及飲料作物改良場轄下的一座分場，該分場主要以輔導與推廣臺東、花蓮，及南部高雄、屏東地區之茶葉與飲料作物改良與技術研究為主。

## 沿革

### 背景
臺灣東部地區因受限於地形限制，來往西部交通不便，致使工商業較不發達，加上花東縱谷地區土地受環境限制而缺乏高經濟價值農作物，因此臺灣省政府為改善東部地區農業生態，於1980年代開始推廣花東地區茶葉種植。

### 成立
有鑑於花東地區茶葉種植開始發展，臺灣省政府評估由茶業改良場於花東擇地設立分場借此輔導茶葉改良與研究，而當時以花蓮瑞穗鄉舞鶴地區的茶葉種植最為蓬勃，因此原先規劃茶改分場因設立於舞鶴，而後經時任鹿野地區農會總幹事邱雲海積極向時任臺東縣縣長黃鏡峰遊說下，黃鏡峰縣長答應將全力爭取茶改場於臺東設立分場，指示農務課加上鹿野地區農會與鹿野鄉公所等單位一同配合爭取設立分場。
經臺灣省政府核准，茶業改良場於1981年奉准於臺東縣鹿野鄉龍田地區設立茶業改良場臺東分場，並由臺東縣政府協助，購地30公頃新設辦公廳舍與試驗用茶園等，所有工程於1983年12月底完工，1984年1月起開始營運。
1999年配合臺灣省政府「精省」，茶改場改隸屬於行政院農業委員會，臺東分場一併改隸，組織全銜改為「行政院農業委員會茶業改良場臺東分場」。2020年6月11日因應茶改場組織修正，臺東分場改為茶葉改良場所屬之派出單位。2023年8月1日起隨農委會升格為農業部，更名為「農業部茶業改良場臺東分場」。
2014年11月有民眾發現鹿野鄉龍田地區產業道路上的44棵吉貝木棉樹修剪到剩5公尺高，原先樹高約30公尺所形成的林蔭大道在當地成為景點，對此負責樹木修剪的茶改場臺東分場分場長吳聲舜澄清，由於高約30公尺的木棉樹過於高大，樹枝掉落常常壓壞下方茶樹，經茶農多次反映後，評估修剪至5公尺高為最適合照顧的高度。

## 組織架構
設有分場長一人，下設茶作、製茶兩課，以及會計、總務兩室，總編制員額11人，技工17人。

## 植栽環境
所在地為花東縱谷南端的鹿野鄉龍田村，海拔高度約150~175公尺，土壤組成為灰化紅壤土，酸鹼值落在5.0~6.0的偏酸性，全年均溫約攝氏22.5度，全年雨量落在2,182.9公厘，濕度約85%。

## 推廣業務
主要業務包含輔導花東、高屏地區之茶農培育優良茶種，研究與改進茶種的栽培管理技術、病蟲害防治技術、提升製茶品質技術，以及茶葉安全檢驗、包裝、展售等業務。

### 臺東茶區
臺東茶區氣候冬季偏暖，因此晚冬早春為臺東特色茶種，最早自1963年起於鹿野鄉、卑南鄉開始種植茶作，目前兩鄉茶園面積約781公頃、太麻里鄉高海拔茶園有84公頃，其於包含金峰鄉、海端鄉、延平鄉、達仁鄉及池上鄉等合計有81公頃茶作。
臺東鹿野福鹿茶區原先以小葉種烏龍茶做為主要茶種，並命名為「福鹿茶」加以推廣，卻於1995年遭逢中國大陸、越南等地低價茶葉進口臺灣，衝擊茶葉市場，造成鹿野茶區近千公頃福鹿茶園幾近荒廢。後於2008年經時任臺東分場分場長吳聲舜改良下，利用茶區生產之茶菁原料研製適合冷泡與熱泡的全新茶種，將其命名為紅烏龍茶，重新發展鹿野茶區新特色。

### 花蓮茶區
花蓮茶區最主要分布於瑞穗鄉舞鶴台地上，總面積約320公頃，最早於1958年由臺灣土地銀行在舞鶴開發紅茶種植，1964年開始對外銷售，其餘包含萬榮鄉21公頃與光復鄉9公頃，種植茶種包含青心大冇、青心烏龍、臺茶12號等品種。

### 屏東茶區
屏東茶區主要分布於滿州鄉，所種植之茶樹為實生苗，因此茶園內各株茶樹的樹勢、萌芽期、芽色、葉形、色澤等都不相同，因此其茶種特色為滋味濃稠、苦中帶甘。

### 高雄茶區
高雄茶區主要分布於六龜區，氣候特色為氣溫偏高，栽種茶種包含青心烏龍、臺茶12號、臺灣山茶等，部分海拔高度較高之茶園其茶葉烘製方式會仿高山茶清香方式製造，茶質保有清醇滋味與香氣。